# Colombier-en-Brionnais
Colombier-en-Brionnais é uma comuna francesa na região administrativa de Borgonha-Franco-Condado, no departamento Saône-et-Loire. Estende-se por uma área de 13,47 km². Em 2010 a comuna tinha 314 habitantes (densidade: 23,3 hab./km²).